# Térmens
Térmens község Spanyolországban, Lleida tartományban. Térmens Balaguer, Vallfogona de Balaguer, Bellvís, Vilanova de la Barca és Menàrguens községekkel határos. Lakosainak száma 1347 fő (2024).

## Népesség
A település népessége az utóbbi években az alábbiak szerint változott:
| Lakosok száma | 102  | 935  | 1598 | 1599 | 1421 | 1467 | 1536 | 1536 | 1333 | 1347 |
|               | 1717 | 1887 | 1936 | 1960 | 1986 | 2004 | 2009 | 2014 | 2019 | 2024 |